# Gun Violence Archive
Das Gun Violence Archive (GVA) (deutsch: Waffengewalt-Archiv) ist eine US-amerikanische Non-Profit-Organisation mit einer begleitenden Webseite und Social-Media-Bereitstellungsplattformen, mit denen jeder Einsatz von Schusswaffen in den Vereinigten Staaten katalogisiert werden soll, der zu Verletzungen oder Todesfällen geführt hat.
Das GVA wurde von Michael Klein und Mark Bryant gegründet. Klein ist außerdem der Gründer der Sunlight Foundation und Bryant ist ein pensionierter Systemanalytiker.

## Geschichte
Das GVA wurde im Jahr 2013 gegründet und begann seine Arbeit im Jahr 2014. Das GVA stellt Daten und Statistiken zu Waffengewalt bereit. Lücken in den Daten des CDC und des FBI sowie deren mangelhafte Bereitstellung für die Öffentlichkeit waren Gründe für das GVA, eine unabhängige Datensammlung zu begründen. Die GVA veröffentlicht Vorfälle innerhalb von 3 Tagen, während staatliche Organisationen wie das FBI Monate und manchmal sogar Jahre brauchen.
Da die Daten regelmäßig aktualisiert und unabhängig, auf Basis von Veröffentlichungen der US-Regierung, Protokollen der Strafverfolgung und Medienberichten erhoben werden, empfehlen Universitäten, wie beispielsweise die Florida State University, ihren Studierenden die Nutzung der GVA als Quelle für Forschungsarbeiten zum Thema Waffengewalt.

## Anliegen
GVA unterhält eine Datenbank mit bekannten Schießereien in den USA, die von Strafverfolgungsbehörden, Medien und Regierungsquellen in allen 50 Bundesstaaten stammen.
Durch die Erfassung wird unter anderem deutlich, dass die Waffengewalt in den Jahren seit 2015 zugenommen hat. Im Detail verdeutlicht die Statistische Übersicht, dass Todesfälle sowohl bei Suizide durch Feuerwaffen, als auch im Bereich der tödlichen Schussverletzungen zugenommen haben. Im Jahr 2015 starben beispielsweise 626 Jugendliche unter 18 durch Waffengewalt, während es in allen Jahren ab 2020 jeweils über 1.000 Opfer im Alter von 12 bis 18 Jahren gab.
In Zusammenarbeit mit der journalistischen Non-Profit-Organisation The Trace wird zudem eine Landkarte zur Verfügung gestellt, aus der die räumliche Verteilung der (durch das GVA erfassten) Waffengewalt für die gesamten Vereinigten Staaten grafisch dargestellt wird. Insgesamt wurden bereits über 410.000 Fälle von Schusswaffengebrauch dokumentiert und räumlich verortet (Stand: April 2025).